# Chilapa de Álvarez
Die Stadt Chilapa de Álvarez, oft verkürzt zu Chilapa, ist mit ihren ca. 35.000 Einwohnern die siebtgrößte Stadt des mexikanischen Bundesstaates Guerrero. Darüber hinaus ist sie Nebensitz des Bistums Chilpancingo-Chilapa.

## Lage und Klima
Chilapa liegt in den Bergen der Sierra Madre del Sur in ca. 1400 m Höhe und befindet sich etwa 55 km östlich von Chilpancingo, der Hauptstadt des Bundesstaats. Das vom Pazifik mitbeeinflusste Klima ist oft schwülwarm; Regen (ca. 1400 mm/Jahr) fällt überwiegend im Sommerhalbjahr.

## Bevölkerung
| Jahr      | 2000   | 2020   |
| Einwohner | 22.518 | 33.783 |

Der überwiegende Teil der zumeist zugewanderten Bevölkerung ist indianischer Abstammung; zahlreich sind auch Mestizen. Gesprochen wird jedoch in der Regel Spanisch.

## Wirtschaft
Die Großstadt bietet Geschäfte, Banken, Schulen und Dienstleistungsbetriebe aller Art. Daneben gibt es kleinere Handwerksbetriebe.

## Geschichte
In der Gegend lebten Nomadenstämme. Im Jahr 1458 beauftragte der Aztekenherrscher Moctezuma I. seinen Armeeführer Texolo Tecutlicute mit der Errichtung eines Vorpostens. Dieser gilt heute als Stadtgründer. Im Jahr 1522 unterwarf der spanische Konquistador Gonzalo de Sandoval die Region; elf Jahre später errichteten Mönche des Augustinerordens einen Konvent und begannen mit der Missionierung der Indios. Im 19. Jahrhundert war Chilapa eines der Zentren der mexikanischen Unabhängigkeitsbewegung.

## Sehenswürdigkeiten
Wichtigste Sehenswürdigkeit der Stadt ist die im Jahr 1967 aus Beton fertiggestellte Konkathedrale des Bistums Chilpancingo-Chilapa.